# 許豊凡
許 豊凡（シュウ・フェンファン、簡体字：许 丰凡、拼音：Xǔ Fēngfán 、1998年6月12日 - ）は、日本の男性アイドル。男性アイドルグループ・INIのメンバー。中華人民共和国浙江省出身で、INI唯一の外国人メンバーである。LAPONEエンタテインメント所属。愛称は「フェンフェン」、「アンソニー（Anthony）」など。

## 生い立ち
中華人民共和国 浙江省衢州市で生まれた。許が育った主要な地域は、自動車で１周するのに30分あれば十分で、ファストフードのチェーン店ができるのもいつも他の町よりも遅かった。子供の頃は静かな子で、とても痩せており、親戚に会いに行くたびに心配されるほどだった。子供の頃にしていた習い事はピアノ、英会話、水泳、数学オリンピック、作文 。子供の頃の夢は英語と国文が得意だったことから作家 、翻訳家。高校生の頃、1年半ほど模擬国連の部活動に参加していたが、活動内容を説明するのが面倒くさいため、学生時代の部活動について聞かれた際は「やっていない」と答えるという。中国での練習生経験もある。
高校はクラスメートの多くが海外留学する進学校で、行き先はイギリスやアメリカが多かったが、許は日本に興味を持っていた。日本の文化、特に建築や美術を魅力的に感じ、その環境で暮らしたいと考えており、中国では触れてこなかった日本の西洋文化の影響が強い混合文化に憧れを持っていた。当時、日本語が全く話せなかったため、日本語を使えなくても日本の大学で学べる制度があるのか調べた結果、国際化拠点整備事業（通称 グローバル30）を知る。選定されている大学の中から慶應義塾大学経済学部を受験することを決めた。同大学を選択したのは英語での授業数が多く、知名度があり、そして「東京に住んでみたかった」ことも理由の1つであった。経済学部を選択したのは、経済学への興味というよりも将来コンサルティング会社や銀行で働きたいという漠然とした希望からだった。英語での小論文、TOEFLの得点、SATの成績などを提出し、合格。2016年秋、初めて来日した。
大学生活の最初の頃は学業に追い詰められ余裕がなく、友達は1人もいない孤独な生活を送っていた。留学生の寮に住んでおり、そこではパーティーやイベントが開催されていたが全く参加していなかった。入学から半年が経った頃、K-POP完コピカバーダンスサークル「NAVI」に勧誘され、入部。韓国や中国からの留学生が多いサークルで日本語が不自由だった自分の助けになると感じ、入部を決めた。期待通り、あっという間に友達が増え、ダンスの発表会に参加し、学園祭のステージにも立った。
大学2年生になると語学への意欲が湧き、文学部でそれまで独学で学んでいた韓国語の授業を受け始めた。3年生のとき、大学の交換留学プログラムに参加し、韓国に約半年、香港に2ヶ月弱留学。留学から戻ると所属するアジア圏の経済学を研究するゼミの活動に勤しんだ。理論だけではなく実施を重視するゼミであったため、タイやインドネシアで現地の企業を訪問した。海外での経験値が高まり、就職か大学院への進学か迷っていたが、就職するなら日本を考えていた。広告会社への就職を考え、大学OBや知人のツテを頼って企業訪問を始めた。しかし、2020年春、新型コロナウイルス流行の影響で大学に行けず、始めたばかりのインターンシップもオンラインになった。「だったら別に日本にいる必要もない」と思い、中国に帰国しオンラインで授業やインターンシップに参加した。その隙間時間でスタジオを探してダンスの自主練習にも励んだ。
就職、大学院への進学、日本に戻るか、このまま中国にいるのか迷う日々が続いた。中学・高校と部活に入らず、趣味もなく、勉強一色であったため、大学に合格すると目標がなくなり、大学生活の中で好きなことが見つけられず、どんな仕事に就職したいかも分からなくなっていた。その中で唯一楽しかったのがダンスサークルの活動であり、特にアイドルグループのダンスカバーが好きで、「もしかしたらそういう人間になれるのかな」と少し考えていた。そんなときにサバイバルオーディション番組「PRODUCE 101 JAPAN SEASON2」の参加者募集が開始された。表現者になる夢が諦めきれず、親に相談したところ猛反対にあい、1週間口を聞いてもらえなかった。そこで「今まで親が理想とする道を歩んできたけれど、自分の人生だから自分のやりたいことをやりたい」と気付かされ、親を必死に説得した。また、イタリアの大学院（ビジネススクール）に留学できる話もあったが、断った。
なお、2021年秋に大学を卒業したことを報告し、2022年3月には大学卒業を記念する公式動画が公開された。大学では、成績優秀者となり3回奨学金を授与された。

## 経歴

### 2021年：PRODUCE 101 JAPAN SEASON2
2021年、「大学でダンスを始め、初めてのステージをくれた日本でもっと大きなステージに立ちたい」という思いで、サバイバルオーディション番組「PRODUCE 101 JAPAN SEASON2」に応募。オンタクト能力評価では7位とデビュー圏内であったが、回が進むにつれ順位が下降し、第二回順位発表式直前には21位まで下がった。しかし、第二回順位発表式では19位でファイナルステージに進むことが叶い、そこでの熱いメッセージは話題を集めた。最終回では前週から順位を11位上げ、見事8位でデビュー権を獲得。「INI」のメンバーとして2021年内のデビューが発表された。最終順位発表式のスピーチでは、中国語で「お父さん、お母さん、僕就職できました」とコメントした。

### 2021年:INI結成、デビュー
2021年6月21日、日本国内で芸能活動を行うために必要なビザの取得のため、活動の一時休止が発表された。 同年8月4日にビザ取得手続きが完了し、活動に復帰。同年11月3日、シングル「A」でデビュー。

### 2022年 - 現在
2022年、メンバーの尾崎匠海が主演する連続テレビドラマ「コンビニ★ヒーローズ〜あなたのSOSいただきました!!〜 」にゲスト出演し、俳優デビュー。
2024年6月、週替りセレクターによるFM NACK5のラジオ番組「ALL The Feels」で初の単独ラジオパーソナリティを務めた。同月発表のINIの6枚目のシングル「THE FRAME」の収録曲「I'm a Dreamer」で作詞に初参加。同年7月、INIの公式YouTubeのオリジナルコンテンツ「INI COVER」（現・INI STUDIO）において、シンガーソングライター・ZINの「On My Shoulder」のカバーを披露。
2025年1月28日に東京・シアターGロッソで『LAPOSTA 2025 Supported by docomo』内のソロステージ企画「LAPOSTA 2025 SHOW PRODUCED by MEMBERS」を開催。『浮遊生物』と題した公演を行った。同年4月8日には同公演で初披露し、自身がプロデュースを手掛けた初のオリジナル楽曲「Like Water」が、INI公式YouTubeチャンネル内のメンバープロデュース企画「INI STUDIO」にて公開された。映像やサムネイルについても自身が制作に関わっており、「3Dアートや視覚芸術の方がこの楽曲の世界観を最も引き出せるのではないか」という考えから、以前より一緒に仕事がしたいと思いを寄せていた3DアーティストのAbel Emmanuelに制作を依頼した。
2025年7月14日から放送のカンテレ・フジテレビ系月10ドラマ『僕達はまだその星の校則を知らない』で連続ドラマに初めてレギュラー出演する。

## 歌手としての特徴
ボーカル
オーディション番組に出演するまで本格的な歌のレッスンを受けたことがなかった。声域の広いボーカルが特徴。本人は自身のチャームポイントとして「エッジボイス多めの声」を挙げている。
影響
好きな歌手はペク・イェリン。ペク・イェリンは大好きな女性歌手の1人であり、個性的で都会的なストーリー性が感じられる歌声が好きだという。ロールモデルはTHE BOYZで、憧れのアーティストはTHE BOYZのジュヨン、JO1、SEVENTEEN、ペク・イェリン。影響を受けた音楽として、f(x)の「4 Walls」とペク・イェリンの「Our love is great」、Crushを挙げている。
好きな本は『82年生まれ、キム・ジヨン』。好きな映画は『Burning』『恋する惑星』。
ダンス・パフォーマンス
熱い、表現力が高い、ストイック、チャーミングと称されることが多い。本人も自分の性格を真面目でちょっと温度差が激しいかもしれないと語っている。
INIメンバーの木村柾哉からは「自分の世界を持っていて入り込めるタイプ。パフォーマンス中はゾーンに入っていて集中力や向き合い方がプロ。普段は笑い方が可愛くて面白い」と評されている。

## 人物
座右の銘は「Always be grateful」。母語の中国語の他に日本語、韓国語(TOPIK5級)、英語（TOEIC940）が堪能。海外のライブでは、メンバーを代表して挨拶を担当することが多い。大学で1学期だけタイ語の講義をとっており、タイメディアとのインタビューで披露している。
INIにおいては、「ミステリアス担当」と称される。メンバーの木村柾哉は許について、普段は騒がず静かだが、急にメンバー全員が笑うような言動をとる「笑わせ担当」であると評価している。自身の性格については、「感受性が強いけど、あまり表に出ないタイプ」と説明している。所属事務所LAPONEエンタテインメントの社長チェ・シンファは、許の人物像について「とても賢く、いろいろ考えています。グループのことをしっかり思ってくれている、とてもいい子です」と評している。ラジオ番組「From INI」のプロデューサーは、「（メンバーの中で）最も人間らしい人。怒りや悲しみなどの負の感情も含めて、自分の気持ちをストレートに伝えてくれるのが素敵で、中身を知るほどに興味深い人」と評している。チャームポイントは、手指、フェイスライン、首の柔らかさ。
ポケモン好きで、特にボーマンダが好き。ボーマンダは子どもの頃、空を飛べるようになるため、崖から飛び降りる練習を毎日しており、その努力が報われ翼が生えて空を飛べるようになるという成長過程がありそこが好き。自分もボーマンダのように自分の努力で音楽業界で飛べるようになりたいと発言している。好きな食べ物はホルモン、スパゲッティー、ラーメン。
趣味はダンス、カメラ、グラフィックデザイン、YouTubeでのポケモンバトル動画鑑賞、写真、アート鑑賞。美術鑑賞から建築にも興味を持つようになり、特にお気に入りの建築家として安藤忠雄を挙げている。特に好きな建築物は21_21 DESIGN SIGHT、KAIT広場（神奈川工科大学内）、地中美術館。

## ディスコグラフィ

### オリジナル楽曲
- Like Water[32]

### 参加楽曲
PRODUCE 101 JAPAN SEASON2
- Let Me Fly ～その未来へ～
- SHADOW(Slip inside) - 陰-IN-名義
- ONE
- One Day

### 作詞
INIとしてデビュー後、自身で作詞した曲をリリースしている。
| 公開日         | タイトル      | リリース形態 | 動画 | 共同制作者                         | 備考            |
| -------------- | ------------- | ------------ | ---- | ---------------------------------- | --------------- |
| 2024年6月26日  | I'm a Dreamer | Single       | ＊   | Daiki Inuzuka                      | THE FRAMEに収録 |
| 2024年10月30日 | Drip Drop     | Single       | ＊   | TAKATSUKA HIROMU、Jinli(Full8loom) | THE VIEWに収録  |

## 出演

### テレビドラマ
- コンビニ★ヒーローズ〜あなたのSOSいただきました!!〜 第8話（2022年11月30日、関西テレビ・BSフジ） - 道を聞く客 役
- 僕達はまだその星の校則を知らない（2025年7月14日 - 、関西テレビ・フジテレビ） - 緒川萌 役[33]

### テレビ番組
- DayDay.（2025年4月- 、日本テレビ） - レギュラー（不定期）[58][注 2]

### 配信番組
- PRODUCE 101 JAPAN SEASON2（2021年）

### ラジオ番組
- ALL The Feels（FM NACK5、2024年6月24日 - 6月27日)

## 関連映像

### PRODUCE 101 JAPAN SEASON2
| 許豊凡PRODUCE 101 JAPAN SEASON2参加楽曲 | 許豊凡PRODUCE 101 JAPAN SEASON2参加楽曲 | 許豊凡PRODUCE 101 JAPAN SEASON2参加楽曲 | 許豊凡PRODUCE 101 JAPAN SEASON2参加楽曲 | 許豊凡PRODUCE 101 JAPAN SEASON2参加楽曲 | 許豊凡PRODUCE 101 JAPAN SEASON2参加楽曲                                                                  |
| 評価名                                  | 曲名                                    | 原曲アーティスト名                      | 動画                                    | 個人 推し動画                           | パフォーマンスメンバー                                                                                   |
| --------------------------------------- | --------------------------------------- | --------------------------------------- | --------------------------------------- | --------------------------------------- | --- |
| オンタクト評価                          | 無限大                                  | JO1                                     | ＊                                      | -                                       | |
| レベル分け評価                          | One in a Million-奇跡の夜に-            | GENERATIONS from EXILE TRIBE            | ＊                                      | -                                       | 仲村冬馬、飯沼アントニー                                                                                 |
| レベル分け再評価                        | Let me fly〜その未来へ〜                | オリジナル                              | ＊                                      | ＊                                      | 同番組に出演した練習生のうちオンタクト評価を通過した60人                                                 |
| グループ評価                            | I NEED U                                | BTS                                     | ＊                                      | ＊                                      | 福田翔也、仲村冬馬、中野海帆、北山龍磨、大和田歩夢                                                       |
| ポジション評価                          | 舞い落ちる花びら                        | SEVENTEEN                               | ＊                                      | ＊                                      | 小池俊司、木村柾哉、西島蓮汰、テコエ勇聖                                                                 |
| コンセプト評価                          | SHADOW(Slip inside)                     | オリジナル                              | ＊                                      | ＊                                      | 髙橋航大、松田迅、後藤威尊、小林大悟、平本健、森井洸陽、松本旭平                                         |
| デビュー評価                            | ONE                                     | オリジナル                              | ＊                                      |                                         | 木村柾哉、小池俊司、小林大悟、太田駿静、飯沼アントニー、後藤威尊、寺尾香信、西島蓮汰、西洸人、大久保波留 |
| デビュー評価                            | ONE DAY                                 | オリジナル                              | ＊                                      |                                         | ファイナリスト21人の練習生                                                                               |